# Combo Studio
Combo Studio (anteriomente Combo Estúdio) é um estúdio de animação brasileira com sede em Avenida Marechal Floriano, Centro da cidade do Rio de Janeiro. Foi fundado em 2015 por Marcelo Pereira, responsável por produzir e animar séries de animação em 2D como Any Malu Show e Super Drags, ele também atua na área de animação para web e desenvolvimento de aplicativos e jogos. Combo Studio também animou a 7ª temporada de Rick and Morty, e animou Agent Elvis.
Em 2021, a empresa lançou a nova logomarca chamada como Combo Studio.
As parcerias são Cartoon Network, Netflix, Google, Disney, HBO Max, TV Globo, Wildlife Studios, Powerhouse Animation Studios, Floyd County Productions, Augenblick Studios, Wieden+Kennedy, Bento Box Entertainment, Cartuna, Double Plus Entertainment, Titmouse Inc., Nvidia, Nike, Bardel Entertainment, Blizzard Entertainment, Awesome Inc. e Apus Estudio.